# 新疆豹蛛
新疆豹蛛（学名：Pardosa xinjiangensis）为狼蛛科豹蛛属的动物。在中国大陆，分布于新疆等地，多见于山林及荒漠草丛。该物种的模式产地在新疆。